# پورتو فرانسیسکو د ارللنا
پورتو فرانسیسکو د ارللنا (به اسپانیایی: Puerto Francisco de Orellana) یک منطقهٔ مسکونی در اکوادور است که در استان اوریانا واقع شده‌است. پورتو فرانسیسکو د ارللنا ۱۴۶٫۲۶ کیلومتر مربع مساحت و ۴۵٬۱۶۳ نفر جمعیت دارد و ۳۰۰ متر بالاتر از سطح دریا واقع شده‌است.

## خواهرخوانده
شهرهای ایکیتوس و New Rocafuerte خواهرخوانده‌های پورتو فرانسیسکو د ارللنا هستند.